# Yasuhide Nakayama
Yasuhide Nakayama (中山 泰秀, Nakayama Yasuhide) (né le 14 octobre 1970) est un homme politique japonais représentant le Parti Libéral-Démocrate (PLD), élu pour la première fois en décembre 2012 en tant que membre de la Chambre des représentants du Japon (quatrième circonscription d'Ōsaka); il a été réélu en décembre 2015 et en 2017. Après les élections anticipées en octobre 2017, il a été nommé Président de la Commission des Affaires Étrangères.

## La dynastie Nakayama
Il appartient à une famille qui compte entre autres:
- son grand-père Fukuzō Nakayama (1887-1978), avocat et homme politique, ancien membre de la Chambre des Représentants et de la Chambre des Conseillers
- sa grand-mère Masa Nakayama (1891-1976), la première femme nommée au Cabinet du Japon, quand elle est devenue Ministre de la Santé et du bien-être en 1960
- son oncle Tarō Nakayama, membre de la Chambre des Conseillers et la Chambre des Représentants, a servi comme Ministre des affaires Étrangères
- son père Masaaki Nakayama, membre de la Chambre des Représentants

## Jeunesse et études
Né à Osaka, Yasuhide Nakayama effectue ses années de lycée au Lycée Seijo, en Alsace. Il intègre ensuite l'Université de Seijo, dont il obtient la licence de droit en 1993. À la sortie de l'université, il est embauché par l'agence de publicité Dentsu.
Il retourne sur les bancs de l'université à la fin des années 2000, à l'Université Waseda. Il y obtient en mars 2010 un master.

## Carrière politique
Nakayama a été Vice-Ministre des Affaires Étrangères et a servi en tant que membre de la Chambre des représentants du Japon pour six années, comme représentant du Parti Libéral-Démocrate (PLD). Il a aussi servi comme secrétaire du Ministre de la Construction, secrétaire du Ministre d’État du Bureau de la Coordination et de Gestion, et en tant que secrétaire pour la politique de l'ancienne Ministre de la Défense et ancienne Ministre de l'Environnement, Yuriko Koike. Koike et Nakayama sont tous deux affiliés à la Nippon Kaigi, un lobby révisionniste qui préconise le retour du militarisme au Japon.
Nakayama a également été Président du Comité de la Défense du PLD, Président de la Ligue Parlementaire d’amitié Japon-Israël, Président du Comité pour les Organisations de Sécurité Publique, Directeur du Comité Spécial sur les enlèvements de la Corée du Nord et Autres Questions, et le Secrétaire Général de la Ligue Parlementaire pour la Promotion de la Compétitivité sur le Marché International, parmi beaucoup d'autres postes au parlement et au sein du PLD.

## Carrière dans les affaires
Nakayama, qui, après l'université a travaillé pour l'agence de publicité Dentsu, travaille actuellement comme Assistant du Président pour le groupe Pasona Group Inc., une société de main-d'œuvre dont le siège est dans sa ville natale d'Osaka. Jusqu'à sa réélection, il avait servi comme Conseiller de GR Japan, une firme de consultants en relations avec le gouvernement.